# Google Новини
Google Новини (англ. Google News) — це безкоштовний агрегатор новин, який підтримується та керується Google, що вибирає найактуальніші новини з тисяч публікацій.
Бета-версія була запущена у вересні 2002 року й офіційно випущена в січні 2006 року. Ідею розробив Крішна Бхарат.
3 червня 2009 року запрацювала українська версія [Архівовано 18 червня 2016 у Wayback Machine.] сервісу. Вона стала 49-ю регіональною версією Google News. На момент утворення до сервісу було підключено понад 300 українських видавців.

## Деталі
Google Новини оглядає понад 4500 джерел новин по всьому світу. Станом на березень 2012 року існували версії для понад 60 регіонів на 28 мовах. Станом на вересень 2015 послуга надається такими 35 мовами: арабська, бенгальська, болгарська, кантонська, китайська, чеська, голландська, англійська, французька, німецька, грецька, іврит, гінді, угорська, італійська, індонезійська, японська, корейська, латиська, литовська, хінді, норвезька, польський, португальська, румунська, російська, сербська, іспанська, шведська, тамільська, телугу, тайська, турецька, українська і в'єтнамська.
Цей сервіс включає в себе новини, які з'являються протягом останніх 30 днів, на різних новинних сайтах. Загалом Google Новини збирає контент з понад 25 000 видавців. Тільки для англійської мови він охоплює близько 4500 сайтів; на інших мовах менше. На його першій сторінці приблизно 200 перших символів статті і посилання на її повну версію. Вебсайти можуть вимагати підписки; сайти, що вимагають підписки, зазначені в описі статті.
На 1 грудня 2009 року Google оголосила про зміни в її програмі «перший клік безкоштовно»[прояснити], яка працює з 2008 року і дозволяє користувачам знаходити та читати статті з платним доступом. Для читача перший клік на контент є безкоштовним, і номер після цього буде встановлено контент-провайдера.
16 травня 2011 року в Google Новини відбулися серйозні зміни.
14 липня 2011 року компанія Google представила «Google Новини Badges», який пізніше зупинився в жовтні 2012 року.
Крім того, в липні 2011 року розділ Sci/Tech в англійській версії Google Новин був розділений на два розділи: Наука і Технології. Було оголошено, що цей розділ будуть розділяти і на інших мовах. Але станом на початок 2013 року подібне розділення було застосовано не для всіх мовних версій Google Новини.[джерело?]

## Інформаційні агентства
У березні 2005 року агентство Франс Прес (AFP) подало позов на Google на 17,5 мільйона доларів, стверджуючи, що Google Новини порушив його авторські права, оскільки «Google Новини використовували в себе фотографій AFP, оповіді і новини без дозволу Франс Прес». стверджувалося також, що Google проігнорував заборонну вимогу, хоча Google заперечує, що він відмовився від вимоги. Google зараз розміщує новини Франс Прес, а також Associated Press, Press Association та Canadian Press. Ця домовленість узгоджена в серпні 2007 року. У 2007 році компанія Google оголосила, що оплачуваний нею контент Associated Press не завжди доступний в Google Новинах. Google розірвала цю угоду 23 грудня 2009 року. Google Новини припинила роботу з матеріалами Ассошіейтед Прес.

## Варіації авторських прав
У 2007 році бельгійський суд оголосив, що Google не має право виставляти абзаци із франкомовних бельгійських джерел новин в сервісі Google Новини.
Газети, що представляють більше 90 % ринку у Бразилії, відмовились від того, щоб їхні статті з'являлися в Google Новинах, в результаті чого відбулось «незначне» падіння трафіку. Деяких європейські ЗМІ звернулися до своїх урядів з проханням розглянути питання про примус Google платити за розміщення посилань.
У жовтні 2014 року група німецьких видавців надала компанії Google ліцензію на використання фрагментів їхніх публікацій на безоплатній основі; а потім стверджувала, що такі дії були незаконними, а потім скаржилися, коли вони були видалені з Google Новин.
В грудні 2014 року Google оголосив, що закриє сервіс в Іспанії. Новий закон в Іспанії підтримав іспанські асоціації видавців AEDE, вимагаючи, щоб новинні агрегатори платили новинарям за право використовувати фрагменти розповідей про новини Google. Замість того, щоб додати рекламу на сервіс, Google вирішив закрити сервіс, і видалити всі посилання на іспанські новинні сайти з міжнародної версії сайту.

## Особливості та налаштування
Google Новини забезпечує пошук і вибір та сортування результатів по даті і часу публікації (не плутати з датою і часом коли новини відбулись) або групуючи їх (а також угруповання без пошуку). В англійській версії є варіанти адаптувати угруповання обраної національної аудиторії.
Користувачі можуть отримувати «нагадування» електронною поштою на різні теми, підписавшись на Google News Alert. Електронні листи відправляються абонентам щоразу, коли новинні статті, відповідні їхнім запитам, публікуються в Інтернеті. Оповіщення також доступні через RSS і Atom канали.
Користувачі мають можливість налаштувати відображувані секції, їхнє розташування на сторінці і кількість статей, що видно з перетягуванням JavaScript на основі і падіння інтерфейс.
Проте, для сайту США це було вимкнено на користь нового макету. Вимкнення цієї схеми планується для інших регіонів в найближчому майбутньому. Історії з різних видань Google News можуть бути об'єднані, щоб сформувати одну персональну сторінку, а опції зберігаються в куках. Сервіс інтегрований з Google пошуком в листопада 2005 року. Після закінчення бета-тестування був доданий розділ, який відображає рекомендовані новини, засновані на історії пошуку користувача Google News та статей, які відвідував користувач. (Або якщо користувач підписався на розсилку теми).

## Пошук в Архіві Новин
6 червня 2006 року Google News було розширено, додавши функцію пошуку в архіві новин, пропонуючи користувачам історичні архіви, що йдуть понад 200 років від деяких зі своїх джерел. Був показана часова шкала доступних, щоб вибрати новини з різних років.
Розширення сервісу було оголошено 8 вересня 2008 року, коли Google почав пропонувати індексацію вмісту з відсканованих газет. Глибина хронологічного охоплення починаючи з 2008 року — весь зміст; Нью-Йорк Таймс починаючи з дати заснування (1851 року) — була доступна.
На початку 2010 року Google видалив прямий доступ до архіву пошук на головній сторінці Google.
Влітку 2010 року в Google вирішили змінити формат сторінки новин Google, отримавши хвилю скарг.
У травні 2011 року Google відмовився від планів подальшого сканування старих газет. Близько 60 мільйонів газетних сторінок були проскановані до цієї події. Компанія Google оголосила, що замість цього зосередиться на «Google One Pass. Це платформа, яка дозволяє видавцям продавати контент і підписки прямо зі своїх сайтів».
У серпні 2011 року функція «News Archive Advanced Search» була повністю вилучена, знову отримавши шквал скарг від звичайних користувачів, які виявили, що послуга недоступна.
Архівні газетні статті все ще можуть бути доступні через сторінку пошуку Google News, але ключові функціональні можливості, такі як часова шкала і можливість вказати більше 10 результатів на сторінку, були видалені.

## Артефакти охоплення
7 вересня 2008 року United Airlines, що була індексована на біржі, втратила і пізніше не змогла повністю повернути 1 млрд доларів ринковій вартості США, коли стаття 2002 року Chicago Tribune про банкрутство авіакомпанії в тому році з'явилася в категорії «переглядалися найбільше» на сайті Sun-Sentinel, партнерській газеті. Після того Google вирішив індексувати в розділ «популярне» тільки нові новини.